# Paul Dana
 (signalé en mai 2025).
Si vous disposez d'ouvrages ou d'articles de référence ou si vous connaissez des sites web de qualité traitant du thème abordé ici, merci de compléter l'article en donnant les références utiles à sa vérifiabilité et en les liant à la section « Notes et références ».
- Archive Wikiwix
- Bing
- Cairn
- DuckDuckGo
- E. Universalis
- Gallica
- Google
- G. Books
- G. News
- G. Scholar
- Persée
- Qwant
- (zh) Baidu
- (ru) Yandex
- (wd) trouver des œuvres sur Wikidata

Paul Dana (né le 15 avril 1975 à Saint-Louis, Missouri - mort le 26 mars 2006 à Miami, Floride) était un pilote automobile américain. Il s'est tué dans un accident survenu à l'occasion d'une manche du championnat IndyCar Series.

## Biographie
Diplômé d'une école de journalisme, Paul Dana a commencé sa vie professionnelle en tant que journaliste sportif, spécialisé dans le sport automobile. Il a ainsi collaboré à la fin des années 1990 à des revues telles que AutoWeek ou encore Sports Illustrated.
À partir de 1998, Paul Dana décide de passer de l'autre côté de la barrière et d'entamer une carrière de pilote. Débuté dans le championnat de Barber Dodge Pro Series, son parcours s'est poursuivi dans le championnat d'Infiniti Pro Series (IPS), l'antichambre de l'IndyCar Series. En 2004, avec une victoire, il a ainsi terminé vice-champion de l'IPS.
En 2005, Paul Dana rejoint l'IndyCar Series, au sein de la modeste écurie Hemelgarn Racing, qui était déjà son employeur en IPS. La venue de Dana s'accompagne d'un partenariat avec Ethanol, que Dana a su convaincre d'investir dans le sport automobile. Mais cette première saison de Dana en IndyCar tourne court, puisqu'après seulement trois courses (avec une dixième place à Homestead-Miami en guise de meilleur résultat), il est victime d'un grave accident lors des essais des 500 Miles d'Indianapolis au mois de mai. Relevé avec plusieurs vertèbres cassées, il doit tirer un trait sur la suite de sa saison. 
Dana effectue un retour surprise sur le devant de la scène début 2006, lorsque, toujours grâce au soutien de Ethanol, est annoncé son engagement dans l'écurie Rahal-Letterman Racing aux côtés de Danica Patrick et de Buddy Rice. Mais lors du warm-up de la manche inaugurale de la saison disputée sur l'ovale d'Homestead-Miami, il est impliqué dans un grave accident. Lancé à toute vitesse sur la piste, il percute de plein fouet la voiture immobilisée de Ed Carpenter, lui-même victime d'un accident plusieurs secondes auparavant. Victime de multiples traumatismes, Paul Dana décède moins de deux heures plus tard à l'hôpital.
À ce jour, les circonstances du drame n'ont toujours pas été totalement élucidées. Les raisons pour lesquelles Paul Dana n'a pas ralenti alors que l'accident de Ed Carpenter avait été signalé à l'ensemble des concurrents présents en piste par le biais de communications radio et de signaux lumineux restent indéterminées. 
Après Scott Brayton en mai 1996 (essais des 500 Miles d'Indianapolis) et Tony Renna en octobre 2003 (essais privés à Indianapolis), Paul Dana est devenu le troisième pilote à trouver la mort au volant d'une voiture de la série IndyCar/IRL